# Фёдоров, Михаил Романович
Михаил Романович Фёдоров (род. 1 декабря 2006, Магнитогорск, Челябинская область) — российский хоккеист, нападающий.

## Биография
Воспитанник магнитогорского «Металлурга», с сезона 2023/24 — игрок команды МХЛ «Стальные лисы». 26 февраля 2025 года в домашнем матче против «Барыса» (4:1) дебютировал в КХЛ в первом звене с Люком Джонсоном и Даниилом Вовченко. Провёл в марте три игры за «Магнитку» в ВХЛ и ещё две — за «Металлург».